# Rupia delle Seychelles
La rupia è la valuta delle Seychelles che è suddivisa in 100 cent. Nel creolo delle Seychelles (Seselwa) è chiamata roupi.  Il codice ISO 4217 è SCR. Le abbreviazioni usate a volte sono SR o SRe.

## Storia
La rupia delle Seychelles fu introdotta nel 1914. Inizialmente solo in forma di banconote, la rupia delle Seychelles circolava accanto alla rupia mauriziana, che era presente nelle Seychelles già dal 1877. La rupia mauriziana aveva sostituito la sterlina britannica che circolava dal 1810. Solo nel 1939 furono introdotte monete coniate specificatamente per le Seychelles.

## Monete
Nel 1939 furono introdotte monete da 10 e 25 cent e da ½ ed 1 rupia. Il pezzo da 10 cent era una nuova moneta coniata in cupro-nichel, mentre le altre tre avevano le stesse misure delle corrispondenti monete mauriziane, ma con un titolo d'argento minore (.500). Nel 1948 furono introdotte monete di bronzo da 1, 2 e 5 cent. Le monete avevano le stesse dimensioni di quelle mauriziane ed un disegno molto simile.
Nel 1951 il cupro-nichel sostituì l'argento nei 25 cent. Ulteriori cambiamenti furono apportati nel 1953 e nel 1954, quando fu introdotto una moneta da 10 cent in nichel-ottone a dodici lati, seguita dalle monete in cupro-nichel da ½ ed 1 rupee. Nel 1968 ci fu l'ultima emissione dei 2 cent. Nel 1972 furono introdotti i pezzi da 1 e 5 cent in alluminio e da 5 rupie in cupro-nichel.
Nel 1982 fu introdotta una nuova monetazione composta da monete in ottone da 1, 5 e 10 cent e da monete in cupro-nichel da 25 cent e da 1 e 5 rupie. La moneta da 1 cent fu coniata l'ultima volta nel 1992.

## Banconote

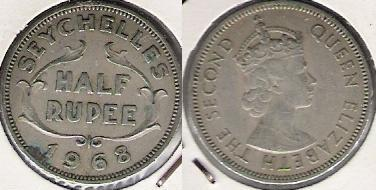
Mezza rupia, 1968.

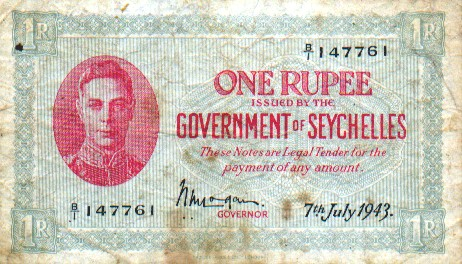
Una rupia del 1943

Nel 1914 il governo produsse un'emissione di emergenza di banconote da 50 cent, da 1, 5 e 10 rupees. Banconote regolari iniziarono ad essere emesse nel 1918, con tagli da 50 cent e da 1 rupia, seguiti dalle 5, 10 e 50 rupie il 1928. I biglietti da 50 cent ed 1 rupia furono emessi fino al 1951. Le banconote da 20 e 100 rupie furono introdotte nel 1968, mentre quella da 5 rupie fu sostituita da una moneta nel 1972.
Nel 1979, la Seychelles Monetary Authority divenne responsabile delle emissioni della cartamoneta creando le banconote da 10, 25, 50 e 100 rupie. Questi tagli furono emessi anche dalla Central Bank of Seychelles quando divenne responsabile nel 1983. Nel 2005 fu introdotta la banconota da 500 rupie.

## Cambio
Da notare che la legislazione valutaria ha portato all'esistenza di un mercato nero. I cambi "non ufficiali" differiscono da quelli ufficiali di un fattore di 2 - 2,5. Ad esempio nell'aprile 2007 il cambio ufficiale SCR/USD era di ~ 6,1 rupie per dollaro, mentre il cambio al mercato nero era di 13 rupie per dollaro.